# Mkululu
Mkululu ist ein Verwaltungsbezirk (englisch Ward) des Distrikts Masasi in der tansanischen Region Mtwara.

## Geografie
Mkululu liegt im Südosten von Tansania etwa 30 Kilometer südöstlich der Distrikthauptstadt Masasi. Das Klima in Mkululu ist ein feuchtes, tropisches Savannenklima, Aw nach der effektiven Klimaklassifikation. Der Bezirk grenzt im Norden an Mnyambe, im Osten an Nakahako, im Süden an Lulindi, im Westen an Mbuyuni und Mijelejele und im Nordwesten an Namwanga. Bei der Volkszählung 2022 lebten 10.118 Menschen in 3323 Haushalten auf einer Fläche von 85 Quadratkilometern.

## Gliederung
Der Bezirk besteht aus zehn Gemeinden (Mtaa) mit 51 Orten (Kitongoji):
| Mkululu - Mbalichila - Makazi Mapya - Majengo - Mnazi Mmoja - Madukani - Zahanati | Mkundi Amani - Majimaji - Amkeni - Umoja - Kivukoni - Tukae Wote | Mfuto - Pemba - Majimaji - Chikutwe - Kaanani - Kilimani Hewa - Mnazi Mmoja | Miba - Tukaewote - Kilimahewa - Azimio - Umoja Ni Nguvu | Mpopo - Majimaji - Ofisini - Ngalamuiche - Mkonde - Msikitini | Mbugo - Nguvu Kazi - Motomoto - Umoja - Kujitegemea - Azimio | Syenjela - Mwongozo - Majengo - Mnazi Mmoja - Amani - Amkeni | Chingopoli - Amani - Jida - Shuleni - Muungano - Mti Mkubwa | Mnolela - Umoja - Chiungo - Tupendane - Kandulu - Atupele | Chipunda - Mbuyuni - Chikunja - Madale - Mtoni - Heve |

## Infrastruktur
- Bildung: Die Mkululu Secondary School ist eine staatliche weiterführende Tagesschule, die Jugendliche bis zur 4. Stufe ausbildet.[8]
- Gesundheit: In der Gemeinde Mkululu befindet sich eine Apotheke.[9]